# وراتیتسا
وراتیتسا (به بلغاری: Vratitsa) یک منطقهٔ مسکونی در بلغارستان است که در شهرستان کامنو واقع شده‌است.